# Easthorpe (North Yorkshire)
Easthorpe – wieś w Anglii, w hrabstwie North Yorkshire, w dystrykcie (unitary authority) North Yorkshire. Leży 24 km na północny wschód od miasta York i 296 km na północ od Londynu.